# Błękitna parada
Błękitna parada (ang. Follow the Fleet) – amerykański film muzyczny z 1936 roku w reżyserii Marka Sandricha. Ekranizacja sztuki Huberta Osborne’a zatytułowanej Shore Leave.
Piąty z dziesięciu filmów, w których wspólnie wystąpili Fred Astaire i Ginger Rogers.